# Rio Bayas
O rio Bayas é um curso de água do norte da Espanha que nasce da vertente sul de Gorbea, Álava e desemboca no rio Ebro em Miranda de Ebro, Burgos.